# Pseudorinelepis genibarbis
Pseudorinelepis genibarbis — єдиний вид роду Pseudorinelepis триби Rhinelepini з підродини Hypostominae родини Лорікарієві ряду сомоподібні. Інші назви «ананасова лорікарія», «лорікарія без ребер». Наукова назва роду походить від грецьких слів pseudes, тобто «несправжній», rhinos — «ніс», lepis — «луска».

## Опис
Загальна довжина сягає 35,6 см. Голова помірно широка, трохи сплощена зверху. Морда трохи витягнута, кінчик округлий. У самців з боків присутні довгі одонтоди (шкіряні зубчики), які щільніші й чисельніші ніж у самиць. Очі помірно великі, без райдужної оболонки, розташовані з боків голови. Тулуб масивний, громіздкий, вкрито великими й товстими кістковими пластинками, на деяких присутні кілі. Відсутні ребра близько 6 хребця. Спинний плавець доволі високий, з 2 жорсткими й 7 м'якими променями. Грудні плавці вузькі й довгі, з короткою основою. Жировий плавець відсутній. Черевні плавці невеличкий. Анальний плавець витягнутий донизу, з 1 жорстким і 5 м'якими променями. Хвостовий плавець з виїмкою, лопаті витягнуті.
У залежності від місця проживання цей сом може мати різне забарвлення: темно-коричневе, чорне, строкате з чорними смугами на коричневому фону, світло-коричневими великими плямами на мембранах плавців, з боків або на череві.

## Спосіб життя
Це бентопелагічна риба. Зустрічається в озерах і великих річках з повільною течією. Може переносити низький вміст кисню у воді. У цьому випадку починає плавати в товщі води й часто підіймається до поверхні за ковтком повітря, на який здатен завдяки своєрідній будові кишечнику й стравоходу. При нормальному кисневому режимі веде звичайний донний спосіб життя. Живиться водоростевими обростаннями.
Під час парування щоки, шипи спинного і грудних плавців самців стають помаранчевими.

## Розповсюдження
Мешкає у верхів'ях басейну річки Амазонка.